# 飛鳥裕子
飛鳥 裕子（あすか ゆうこ、1957年7月26日 - 2011年12月15日?)は、日本の元女優。本名は、黒崎裕子（くろさき ゆうこ）。旧姓名は、奥村裕子（ おくむら ゆうこ）。夫は元俳優の黒崎輝。
京都府京都市出身。園田学園高等学校卒業。

## 人物
子供の頃から京都の児童劇団に所属して活動し、1960年の映画『切られ与三郎』で子役としてデビュー。
高校時代は学業に専念するが高校卒業後に上京。モデルを経て、1977年の東映映画『北陸代理戦争』に端役で出演。同年の日活ロマンポルノ『夢野久作の少女地獄』で主役の女学生役に抜擢され、本作より飛鳥裕子の芸名となる。
以後、日活ロマンポルノ『さすらいの恋人 眩暈』（1978年）、『高校エマニエル　濡れた土曜日』（1978年）、『新入社員（秘）OL大奥物語』（1980年）などに準主役クラスで出演。この間、ライオン奥様劇場『新・子育てごっこ』（1981年）に居酒屋の仲居・北村とみ子役でレギュラー出演するなどテレビドラマで悪役を中心に活動する。
1984年、スーパー戦隊シリーズ『超電子バイオマン』に敵側である新帝国ギアの女幹部・ファラ役でレギュラー出演。黒崎輝とは、本作での共演がきっかけ（黒崎とはバイオマン以前にも数作共演していた）で交際が始まり、結婚を期に芸能界を引退（黒崎もほぼ同時期に俳優を引退）。
芸能界を引退後は沖縄県本部町にて、スクーバダイビングショップ「マザーアース沖縄」を夫婦で経営し、ショップのウェブサイト上では申込客とダイビングを楽しむ様子等も掲載され評判を得ていたが、2011年12月に飛鳥が死去したことが四十九日にあたる2012年2月1日、JAC時代から黒崎と親交のあった柴原孝典のブログにて明らかになった。飛鳥の没後も「マザーアース沖縄」は運営が続行されている。

## 出演

### 映画
- 大奥浮世風呂（1977年、東映）
- 北陸代理戦争（1977年、東映）
- 夢野久作の少女地獄（1977年、日活） - 殿宮アイ子
- 幻想夫人絵図（1977年、日活） - 朱実
- 高校エマニエル　濡れた土曜日（1978年、日活） - 小林祐子
- 生贄の女たち（1978年、東映） - 有沢彩子
- さすらいの恋人 眩暈（めまい）（1978年、日活） - 中宮千加
- 透明人間 犯せ!（1978年、日活） - ビデ夫人
- 肉の標的・奪う！（1979年、日活） - 池田沙智
- エロス学園　発情時代（1979年、日活） - 矢野夫人
- 看護婦日記　いたずらな指（1979年、にっかつ） - 枝川佐知子
- 高校エロトピア　赤い制服（1979年、にっかつ） - 大野由紀子
- 潮吹き海女（1979年、にっかつ） - 柿島ルミ
- 宇能鴻一郎の濡れて開く（1979年、にっかつ） - OL
- レイプショット　百恵の唇（1979年、にっかつ） - 早川牧子
- 昼下りの女　挑発!!（1979年、にっかつ） - 勝子
- 堕靡泥の星 美少女狩り（1979年、にっかつ） - 神納とき江
- 宇能鴻一郎の濡れて悶える（1980年、にっかつ） - 人妻
- 新入社員（秘）OL大奥物語（1980年、にっかつ） - 綾子
- 単身赴任　新妻の秘密（1980年、にっかつ） - 秋田夫人
- 昭和エロチカ　薔薇の貴婦人（1980年、にっかつ） - 若槻涼子
- 団鬼六・少女縛り絵図（1980年、にっかつ） - 峰岸愛子
- 魔界転生（1981年、東映） - 甲賀 くの一
- 刑事物語（1982年、東宝）
- 劇場版 超電子バイオマン（1984年、東映） - ファラ
- 女豹（1985年、にっかつ） - 卓也の母

### テレビドラマ
- 人形佐七捕物帳 第8話「仏が消えた雷の宿」（1977年、ANB）
- 遠山の金さん 杉良太郎版 第90話「夫婦ざくら」（1977年、NET/東映）- 太田備前息女
- 探偵物語 第11話「鎖の街」（1979年、NTV）
- 半七捕物帳 第6話「河豚太鼓」（1979年、ANB）
- 西遊記II 第3話「賭博妖怪・ミイラ取りがミイラに」（1979年、国際放映 / NTV）
- ザ・スーパーガール 第38話「結婚詐欺 誘惑の甘いメロディー」（1979年、東映 / 12ch）
- 影の軍団シリーズ（東映 / KTV）
  - 服部半蔵 影の軍団 第19話「吸血! 女の館」（1980年） - 波路
  - 影の軍団II 第2話「姿なき吸血鬼」（1981年）
  - 影の軍団III 第1話「二つの顔の男」 - 第3話「忍びの虫は掃除虫」（1982年）
- 新・江戸の旋風 第31話「掠奪された花嫁」（1980年、CX / 東宝） - おとき
- 悪党狩り 第2話「八丁堀無情」（1980年、12ch / 松竹 / 藤映像コーポレーション） - おはつ
- 赤かぶ検事奮戦記 第4話「呪いの紙草履」（1980年、ABC）
- 江戸の朝焼け 第15話「風流深川おんな狐」（1980年、CX） - およう
- 土曜ワイド劇場（ANB）
  - 濡れた心～レズビアン殺人事件（1981年）
  - 妹を犯した男（1982年）
  - 能登・泣き砂の殺意（1986年）
- 必殺仕舞人 第9話「女泣かせた鹿児島おはら節 -鹿児島-」（1981年、ABC） - おさと
- 柳生あばれ旅 第21話「呪いの恋太鼓 -亀山-」（1981年、ANB）
- ザ・ハングマン 第30話「エンゼルキッスは豚の味」（1981年、ABC） - 千恵子
- 斬り捨て御免! 第2シリーズ 第8話「花吹雪獄門剣」（1981年、12ch） - おたか
- ライオン奥様劇場 / 新・子育てごっこ（1981年、CX / NMC） - 北村とみ子
- Gメンシリーズ（TBS / 東映→近藤照男プロ）
  - Gメン'75
    - 第289話「裸の女囚たち」（1980年） - 吉村淳子
    - 第297話「ラッシュアワーに動く指」（1981年） - 塚本アキ（巡査長）

  - Gメン'82 第9話「車椅子の女」（1982年） - リエ
- 特捜最前線（ANB / 東映）
  - 第233話「判決・横須賀ドブ板通り!」（1981年）
  - 第295話「モーニングサービスの謎!」（1983年）
  - 第335話「愛人バンクの女!」（1983年）
- 幻之介世直し帖 第21話「敵か味方か悪鬼の館」（1982年、国際放映 / NTV）
- 私は名探偵 ・完全犯罪をつぶせ! 第3話「美容師殺人事件」（1982年、国際放映・イースト／12ch）
- 太陽にほえろ! 第502話「癖」（1982年、東宝 / NTV） - 木原くみ子
- 西部警察 PART-II 第27話「傷だらけの天使」（1982年、ANB / 石原プロ） - 松井キョウコ
- 道場破り 逃避行を追う刺客の陰謀と罠（1982年、CX）
- 同心暁蘭之介（1982年、CX）
  - 第40話「火祭り変化」
  - 第42話「忍びの女」
- 木曜ゴールデンドラマ / 夜の恐怖病棟（1982年、YTV）
- 鬼平犯科帳 第3シリーズ 第23話「馴馬の三蔵」（1982年、東宝 / ANB） - お紋
- 時代劇スペシャル  / 道場破り -逃避行を追う刺客の陰謀と罠-（1982年、CX）
- 金曜ミステリー劇場 / 六月の危険な花嫁（1982年、TBS)
- 火曜サスペンス劇場 （NTV）
  - 特別病棟の女（1982年9月）
  - 見えない橋（1984年9月）
  - 監察医・室生亜季子 第6作「赤い髪の女」（1989年、東映）
- 右門捕物帖 第8話「高嶺の花おいらん騒動」（1983年、NTV）
- 眠狂四郎無頼控 第15話「美女崩れ! にせ狂四郎参上」（1983年、TX）
- 超電子バイオマン（1984年 - 1985年、東映 / ANB） - ファラ
- 月曜ワイド劇場（ANB）
  - 女囚犯歴簿III（1984年）
  - 気になる隣の新家族（1986年、近代映画協会）
- 燃えて散る〜炎の剣士　沖田総司（1984年、NTV）
- 銭形平次 第18話「消えた獄門首」（1987年、ユニオン映画 / NTV） - おりき
- 火曜スーパーワイド「女秘書、春日局別れていいとも旅」（1989年、東通企画 / ANB）
- ドラマダス ここから先は戦争です 第1回「隣人」（1990年、KTV）
- デパート!秋物語 第2話「いらっしゃいませ! スゴイお母さん達」（1992年、大映テレビ / TBS）